# Przepraszam, czy tu głaszczą
Przepraszam, czy tu głaszczą? – powieść Katarzyny Turaj-Kalińskiej dla dzieci i młodzieży z 2004 roku, wydana przez wydawnictwo Skrzat. Powieść otrzymała wyróżnienie w ogólnopolskim konkursie p/h "Uwierz w siłę wyobraźni" w 2002 roku. W roku 2005 emitowało ją w odcinkach Polskie Radio Bis.

## Opis fabuły
Narratorem tej książki jest Wojtek - chłopiec, który bardzo chce mieć kota, ale niestety jego babcia mu na to nie pozwala. Mama by mu na to pozwoliła, ale jest w USA, żeby zarobić pieniądze. Wojtek w końcu poznaje panią Natalię i jej córkę Weronikę, które opowiadają mu o wielu kotach, które kiedyś miały lub mają. 